# Küsz
A küsz (Alburnus) a sugarasúszójú halak (Actinopterygii) osztályának pontyalakúak (Cypriniformes) rendjébe, ezen belül a pontyfélék (Cyprinidae) családjába tartozó nem. A horgászok által közkedvelt megnevezés a sneci.
A küszök egyik jellemzője, hogy a halak háta ívelt, de mégsem olyan domború, mint a hasuk. A rövid hátúszó a hasúszó mögött, a hosszú alsóúszó pedig a hátúszó mögött vagy alatt kezdődik. Ezüst fényű pikkelyeik könnyen lehullanak, szájuk felfelé nyílik és a kiálló alsó állkapocscsücsök a felső állkapocs megfelelő mélyedésébe illik bele.

## Rendszerezés
A nembe az alábbi 44 faj tartozik:
- Alburnus adanensis Battalgazi, 1944
- †Alburnus akili Battalgil, 1942
- Alburnus albidus (Costa, 1838)
- szélhajtó küsz (Alburnus alburnus) (Linnaeus, 1758) - típusfaj
- Alburnus amirkabiri Mousavi-Sabet, Vatandoust, Khataminejad, Eagderi, Abbasi, Nasri, Jouladeh & Vasil'eva, 2015
- Alburnus arborella (Bonaparte, 1841)
- Alburnus atropatenae Berg, 1925
- Alburnus attalus Özulug & Freyhof, 2007
- Alburnus baliki Bogutskaya, Kucuk & Unlu, 2000
- Alburnus battalgilae Özulug & Freyhof, 2007
- Alburnus belvica Karaman, 1924
- Alburnus caeruleus Heckel, 1843
- Alburnus carinatus Battalgil, 1941
- Alburnus chalcoides (Güldenstädt, 1772)
- Alburnus danubicus Antipa, 1909
- Alburnus demiri Özulug & Freyhof, 2008
- Alburnus derjugini Berg, 1923
- Alburnus doriae De Filippi, 1865
- Alburnus escherichii Steindachner, 1897
- Alburnus filippii Kessler, 1877
- Alburnus heckeli Battalgil, 1943
- Alburnus hohenackeri Kessler, 1877
- Alburnus istanbulensis Battalgil, 1941
- Alburnus kotschyi Steindachner, 1863
- Alburnus leobergi Freyhof & Kottelat, 2007
- Alburnus macedonicus Karaman, 1928
- Alburnus mandrensis (Drensky, 1943)
- állas küsz (Alburnus mento) (Heckel, 1837)
- Alburnus mentoides Kessler, 1859
- Alburnus mossulensis Heckel, 1843
- Alburnus nasreddini Battalgil, 1943
- Alburnus neretvae Buj, Sanda & Perea, 2010
- Alburnus nicaeensis Battalgil, 1941
- Alburnus orontis Sauvage, 1882
- Alburnus sarmaticus Freyhof & Kottelat, 2007
- Alburnus schischkovi (Drensky, 1943)
- Alburnus scoranza Heckel & Kner, 1857
- Alburnus sellal Heckel, 1843
- Alburnus tarichi (Güldenstadt, 1814)
- Alburnus thessalicus (Stephanidis, 1950)
- Alburnus vistonicus Freyhof & Kottelat, 2007
- Alburnus volviticus Freyhof & Kottelat, 2007
- Alburnus zagrosensis Coad, 2009
- Alburnus qalilus Krupp, 1992